# Filicaleyrodes bosseri
Filicaleyrodes bosseri là một loài côn trùng cánh nửa trong họ Aleyrodidae, phân họ Aleyrodinae.
Filicaleyrodes bosseri được Takahashi miêu tả khoa học đầu tiên năm 1962.